# Cumbres de San Gregorio
Las cumbres de San Gregorio son una cadena de elevaciones de hasta 250 m s. n. m. ubicadas a unos 9 kilómetros de la ribera norte del estrecho de Magallanes que forman profundas quebradas de las que nacen varios cauces de agua que desembocan en la ensenada de Las Once Mil Vírgenes.